# Боліваріанські ігри 1970
6-ті Боліваріанські ігри проходили з 22 серпня по 6 вересня 1970 року в місті Маракайбо (Венесуела). У змаганнях взяли участь 1122 спортсмени з 6 країн. Ігри були офіційно відкриті президентом Венесуели Рафаелем Кальдера. Факел ніс списометач Хосе «Паченчо» Ромеро, котрий виграв першу золоту медаль у легкій атлетиці для Венесуели, після останнього успіху для цієї країни на Боліваріанських іграх 1947—48 років. Олімпійський стадіон в Маракайбо був пізніше названий на його честь. Клятву промовив спортсмен Бригідо Іріарте, який виграв золоту медаль у п'ятиборстві на Боліваріанських іграх 1951 року.

## Країни-учасниці
| - Болівія - Колумбія | - Еквадор - Панама | - Перу - Венесуела |

## Види спорту
- Водні види спорту:
  -  Стрибки у воду
  -  Плавання
- Легка атлетика
- Бейсбол
- Баскетбол
- Бокс
- Велоспорт
- Кінний спорт
- Фехтування
- Футбол
- Спортивна гімнастика
- Дзюдо
- Софтбол
- Стрільба
- Теніс
- Волейбол
- Важка атлетика
- Боротьба

## Підсумки Ігор
| Місце  | Країна    | Золото | Срібло | Бронза | Всього |
| 1      | Венесуела | 76     | 57     | 58     | 191    |
| 2      | Колумбія  | 52     | 54     | 45     | 151    |
| 3      | Перу      | 34     | 40     | 22     | 96     |
| 4      | Панама    | 18     | 24     | 29     | 71     |
| 5      | Еквадор   | 8      | 11     | 15     | 34     |
| 6      | Болівія   | 1      | 3      | 5      | 9      |
| Всього | Всього    | 189    | 189    | 174    | 552    |